# The Sims 3: Stagioni
The Sims 3: Stagioni è l'ottava espansione per il videogioco di simulazione di vita per computer The Sims 3. È stata pubblicata in Europa il 16 novembre 2012 e, come il precedente capitolo The Sims 2: Seasons, introduce la possibilità di far interagire i Sims con le condizioni climatiche, introducendo le quattro stagioni.

## Il gioco
Questa ottava espansione introduce le stagioni e le condizioni atmosferiche nelle vite dei Sim. Durante ogni stagione essi potranno svolgere delle attività stagionali o seguire degli eventi. Per ogni stagione ci sono diverse festività e nuovi oggetti da utilizzare. Inoltre, viene introdotta una nuova funzione chiamata Progetto, che permette di costruire le case con un nuovo sistema. 

## Le stagioni
In The Sims 3: Stagioni, dal pannello delle Opzioni si possono impostare le stagioni con le relative condizioni atmosferiche: sole, pioggia, grandine, vento, neve. Nel gioco ogni stagione dura 7 giorni, ma dal menù delle Opzioni è possibile variare la durata di ogni stagione oppure attivare/disattivare determinate stagioni. Inoltre è anche possibile modificare la temperatura. 

### Autunno
Durante l'autunno i Sim possono imparare la ricetta della torta di zucca o cambiare lo stile di casa con nuovi mobili e decorazioni. In autunno si festeggia il Giorno Spettrale (ovvero Halloween) dove i Sim possono travestirsi, organizzare o partecipare a una festa in maschera e sia bambini che adolescenti possono fare "dolcetto o scherzetto" per le case. 

### Inverno
In inverno sono stati introdotti molti nuovi oggetti e attrazioni come lo snowboard e la pista di pattinaggio. Se non si vestono adeguatamente, i Sim potranno prendersi un raffreddore o morire congelati. In inverno si festeggia il Giorno del Fiocco di Neve (ovvero il Natale), dove si può organizzare o partecipare a una festa con regali, giocare con la neve, e baciarsi sotto il vischio. È possibile decorare le case con le luci natalizie cliccando sull'apposita opzione che compare sulla porta principale.  

### Primavera
In primavera è possibile giocare a calcio o prendersi un'allergia. In questa stagione si festeggia il Giorno dell'Amore(probabilmente San Valentino anche se non è una festività primaverile), in cui i gesti romantici saranno molto più apprezzati e in cui è molto più probabile che un Sim desideri fidanzarsi oppure, se lo è già, vivere al meglio con il proprio partner.

### Estate
Durante l'estate i Sim possono abbronzarsi, nuotare nel mare, costruire castelli di sabbia, o prendere scottature, se restano troppo tempo sotto al sole. In estate si festeggia il Giorno del Diletto, in cui i Sim potranno organizzare una festa in piscina, andare in piscina o/e sparare fuochi d'artificio. 

### Festival stagionali
Durante ogni stagione ci sarà il Festival stagionale al Parco Centrale della città, che viene aperto il giorno dopo l'inizio di una nuova stagione. 
In autunno si può visitare la Casa Mostruosa (se un Sim vi entra può superarla, in base ai suoi tratti, con coraggio o scappare impaurito, in alcuni casi potrebbe ricevere una maledizione che lo trasforma in fantasma per poche ore), raccogliere zucche, partecipare alla gara di divoramento torte.
In inverno ci sarà una pista da pattinaggio e snowboard.
In primavera la bancarella dei baci, la pista da ballo e "L'Ispettrice dell'Amore", dove un Sim potrà scoprire se la relazione col suo partner è davvero solida.
In estate viene aggiunta una pista da pattinaggio a rotelle, la gara di divoramento hot dog e un irroratore.
Ciò che resta sempre in ogni festival sono le tavole calde che offrono cibi diversi in base alla stagione in corso, le bancarelle per scattare le foto ricordo o per farsi dipingere il viso e i tavolini da picnic. Ogni volta che si partecipa a un'attività del Festival il tuo Sim riceve dei biglietti premio (che si trovano nell'inventario) e servono per comprare nuovi oggetti dalle bancarelle (tra cui anche ombrelli per ripararsi dalla pioggia).

## Crea un Sim
Con The Sims 3: Stagioni c'è la possibilità di aggiungere, oltre agli indumenti tradizionali, gli abiti per l'aria aperta. A seconda della stagione un Sim può decidere se indossare abiti pesanti o leggeri. Quando fa freddo e il tuo Sim esce di casa cambierà look sfoderando quello previsto per “Abiti per l'aria aperta”.

## Nuove attività
- In autunno si possono rastrellare le foglie secche nel giardino.

- In inverno si possono costruire igloo, pupazzi di neve, angeli di neve e si possono disputare lotte di palle di neve.
- In estate si possono disputare lotte coi gavettoni.
- È possibile conoscere nuovi Sim attraverso gli incontri online.
- Un Sim può morire congelato o folgorato da un fulmine.
- È possibile fare le granite.

## Limited Edition
Con The Sims 3: Stagioni Limited Edition si può aggiungere un esclusivo lotto comunitario che si chiama Salotto di Ghiaccio. Esso consiste in un club elegante e raffinato che si può inserire in ogni scenario di The Sims 3 ed è disponibile per tutte le stagioni.

## Nuovi personaggi
In questa espansione fanno nuovamente la loro comparsa gli alieni, già presenti in The Sims 2.
Gli alieni hanno la possibilità di visitarti ogni notte tra le 24:00 e le 4:00. Il modo più semplice per aumentare le probabilità di rapimento è far rimanere svegli i Sim in queste ore e farli rimanere nel lotto della casa. I Sim che si trovano nel giardino tra le 24:00 e le 4:00 hanno più probabilità di essere rapiti. Anche l'interazione "Osserva le Stelle" o "Guarda attraverso il telescopio" aumenta le probabilità di un rapimento degli alieni quella stessa notte. Se un Sim ha alcuni punti in Logica, può usare l'interazione "Cerca Galassia" che può aumentare ulteriormente le possibilità. Tenere delle rocce spaziali nel tuo lotto aumenta le possibilità di una visita degli alieni, ma è possibile che sia la collezione attiva delle rocce o la loro presenza nell'inventario dei Sim ad aumentare le probabilità di rapimento. In rari casi, potrai trovare rocce spaziali con un telescopio o notandole a terra, e usare i Punti Vitalizi per sbloccare il tratto Collezionista aumenterà molto le probabilità di trovarle. Quando gli alieni decidono di rapire qualcuno, compariranno delle luci in giardino. Uno dei Sim presenti nel lotto inizierà a "Investigare Anomalia Misteriosa". D'un tratto apparirà una navicella aliena e il Sim sarà poi rapito. Sempre tra le 24:00 e le 4:00 c'è la possibilità di incontrare un vero e proprio alieno ed è possibile interagire con lui come tutti gli altri Sim. Una volta incontrato un alieno, potrai contattarlo in qualunque momento come faresti con gli altri Sim. Porta la relazione tra il Sim e l'alieno ad amicizia, poi invitalo a trasferirsi nella tua casa. Una volta trasferito, potrai controllarlo come faresti con qualunque Sim. Ogni alieno inizia con Logica a livello 10 e Manualità a livello 7, e ha anche i benefici descritti in seguito. A differenza dei Sim, gli alieni sono provvisti di poteri. Invece dell'energia, gli alieni hanno "Potenza Cerebrale", che viene ricaricata usando l'auto interazione "Ripristina Potenza Cerebrale", o consumando rocce spaziali. Questa risorsa può essere usata per molti poteri: Interagisci con gli altri Sim per ripristinare energia, conoscere la loro personalità o controllare la mente di Sim che vivono in altre case. Interagisci con qualunque oggetto rotto per ripararlo rapidamente. Interagisci con gemme o metalli per migliorarli in oggetti più preziosi.
Quando un alieno si trasferisce in casa tua, metterà a disposizione la sua "Auto Spaziale Galaxa". Questa ti permetterà di viaggiare tra due luoghi istantaneamente, evocare una tempesta, o rapire un amico e portarlo a casa tua. Un Sim con Manualità sufficiente può eseguire due migliorie:
Il laser permette alla vettura di invadere le altre case e sparare laser che levano gli abiti ai Sim.
Il viaggio spaziale permette ai Sim di prendere parte ad avventure spaziali. Queste avventure fanno "sparire" il tuo Sim per un po' e alla fine del raggio riceverai un messaggio di testo che descrive l'avventura e i risultati.
Puoi usare il Sim alieno per vendere segreti alieni alla Base Militare, rubare dal Laboratorio Scientifico di notte o iniziare una carriera part-time come Soggetto di Test Alieni al Laboratorio. Il lavoro di test può dare al tuo Sim alieno lo stato negativo "nausea".
Gli alieni e i Sim umani possono riprodursi: il nascituro avrà DNA in parte alieno e in parte umano, e le quantità esatte saranno determinate in modo semi-casuale. Qualunque Sim con più del 20% di DNA alieno può avere poteri, e questo è molto probabile per la prima generazione o due.